# Antoinette Dupin
Pour les articles homonymes, voir Dupin.
Œuvres principales
- Cynodie
- Marguerite
- Comment tout finit

Antoinette Dupin, Madame A. Dupin, (26 août 1801 - 6 janvier 1843) est une femme de lettres française, auteur de romans, nouvelles, études littéraires, ouvrages d'éducation, et qui a collaboré à des journaux tels que L’Artiste, la Revue du XIXe siècle et la Revue de Paris.

## Biographie
Antoinette Rebut, est née à Lyon dans une famille de petits commerçants et y a épousé un libraire, Antoine Dupin. Ruiné, le couple se rend à Paris où Antoinette devient bientôt veuve (vers 1830). Chargée de famille, - elle est mère de trois jeunes filles - elle transforme la littérature, son passe-temps, en un métier. Le décès de sa fille aînée précède de peu le sien.
Elle a côtoyé Mme de Récamier et Chateaubriand.

## Œuvres
- Cynodie, 2 volumes, 1833.
- Marguerite, 2 volumes, 1836.
- Comment tout finit, 2 volumes, 1838.
- Marie Tudor
- Blanche de Bourgogne